# Fundacja Erny i Victora Hasselblad
Fundacja Erny i Victora Hasselblad – ustanowiona w 1979 roku pozarządowa fundacja non-profit. Do głównych założeń Fundacji należy wspieranie badań oraz kształcenia akademickiego nauk przyrodniczych oraz fotograficznych.
Fundacja przyznaje doroczne nagrody za szczególne osiągnięcia w dziedzinie fotografii. Nagrodę stanowią obecnie: milion szwedzkich koron, złoty medal, dyplom i wystawa w Centrum Hasselblada w Muzeum Sztuki w Göteborgu.

## Nagrodzeni przez Fundację
- 1980 – Lennart Nilsson
- 1981 – Ansel Adams
- 1982 – Henri Cartier-Bresson
- 1984 – Manuel Álvarez Bravo
- 1985 – Irving Penn
- 1986 – Ernst Haas
- 1987 – Hiroshi Hamaya
- 1988 – Edouard Boubat
- 1989 – Sebastião Salgado
- 1990 – William Klein
- 1991 – Richard Avedon
- 1992 – Josef Koudelka
- 1993 – Sune Jonsson(inne języki)
- 1994 – Susan Meiselas
- 1995 – Robert Häusser
- 1996 – Robert Frank
- 1997 – Christer Strömholm
- 1998 – William Eggleston
- 1999 – Cindy Sherman
- 2000 – Boris Mikhailov
- 2001 – Hiroshi Sugimoto
- 2002 – Jeff Wall
- 2003 – Malick Sidibé
- 2004 – Bernd i Hilla Becher
- 2005 – Lee Friedlander
- 2006 – David Goldblatt
- 2007 – Nan Goldin
- 2008 – Graciela Iturbide
- 2009 – Robert Adams
- 2010 – Sophie Calle
- 2011 – Walid Raad
- 2012 – Paul Graham
- 2013 – Joan Fontcuberta
- 2014 – Miyako Ishiuchi
- 2015 – Wolfgang Tillmans
- 2016 – Stan Douglas
- 2017 – Rineke Dijkstra
- 2018 – Oscar Muñoz
- 2019 – Daidō Moriyama